# Foucaults gyroskop
Foucault-gyroskopet var et gyroskop lavet i 1852 af den franske fysiker Léon Foucault, som et opfølgende eksperiment til hans pendul. Ligesom Foucaults tidligere eksperiment, som han mente var blevet misforstået, havde gyroskopet til hensigt at demonstrere Jordens rotation.    

## Galleri
- Skitse af gyroskopet
- Gyroskopets startanordning